# Panzerspähwagen Sd.Kfz. 222
Der Panzerspähwagen Sd.Kfz. 222 (kurz Pz.Sp.Wg) war ein leichtes vierrädriges Aufklärungsfahrzeug der deutschen Wehrmacht im Zweiten Weltkrieg. Die Produktion des Fahrzeugs begann bereits vor dem Zweiten Weltkrieg und wurde bis 1943 weitergeführt.

## Vorgeschichte
Die Entwicklungsgeschichte der leichten und schweren deutschen Panzerspähwagen geht auf die ersten Bemühungen des deutschen Heeres unmittelbar nach dem Ersten Weltkrieg zurück, eine Motorisierung der Streitkräfte entsprechend der technologischen Entwicklung jener Epoche vorzunehmen, obwohl der Vertrag von Versaille genau diese Bemühungen verhindern sollte.
Nach dem Krieg konnten etwa 50 gepanzerte Fahrzeuge des deutschen Heeres der Schutzpolizei übergeben werden und eine Serie unbewaffneter, gepanzerter Mannschaftstransporter (Kfz. 3) für die Reichswehr angeschafft werden. Versuche zur Konzeption moderner, gepanzerter Vielradfahrzeuge waren aufgrund der nicht verfügbaren Budgets in den Jahren 1926 und 1927 nach der Erprobungsphase gestoppt worden. Die geringen Mittel der Reichswehr verhinderten in den folgenden Jahren selbst eine geheime weitere systematische Entwicklung von modernen Panzerspähwagen. Das Heer musste auf kostengünstige Panzer- und Panzerwagenattrappen und simple Umbauten kommerziell verfügbarer Kraftwagen übergehen. Hierbei entstanden letztlich, als erste Lösung mit einem gepanzerten oben offenen Aufbau, die auf dem Adler Standard 6 basierenden Panzerspähwagen Kfz. 13 und Panzerfunkwagen Kfz. 14.
Nach geheimen Manövern deutscher Verbände in der Sowjetunion war für das Truppenamt der Reichswehr offensichtlich, dass diese seit 1932 gebauten Spähwagen Kfz. 13 einige Schwächen aufwiesen. Das Heereswaffenamt sammelte Erfahrungen und definierte die Anforderungen an künftige leichte und schwere Fahrzeuge für die Aufklärungstruppe der eigenen Streitkräfte.

## Entwicklung

### Fahrgestell
Im Jahr 1934 begann das Heereswaffenamt mit der Entwicklung von sogenannten Einheitsfahrgestellen für Personenkraftwagen und Lastkraftwagen. Parameter waren unter anderem Geländegängigkeit, Allradantrieb, Einzelbereifung und Einzelradaufhängung. Im Zuge dieser Aktivitäten wurde mit der Entwicklung  des „Einheitsfahrgestells I“ Typ Horch 801 aus dem Werk Horch (Zwickau) der Auto Union AG begonnen, welches da es für Panzerspähwagen vorgesehen war, einen Heckmotor aufweisen sollte. Ein Prototyp wurde mit einem 3,5-ltr-Motor wurde Mitte 1934 fertiggestellt und ab Juli 1934 begannen Fahrversuche. Ab April 1935 konnte das Fahrgestell in Serie gebaut werden.

### Aufbau
Ab 1935 wurde als Aufbau ein Panzeraufbau aus 8 mm starken gewinkelten und geschweißten Panzerplatten beim Eisenwerk Weserhütte in Bad Oeynhausen entwickelt. Das Fahrzeug war damit aus einer Entfernung über 30 m schusssicher gegen 7,92-mm-S.m.K.-Munition. Die neuen Panzeraufbauten unterschieden sich in der Form je nach Verwendungszweck.

### Entwicklung zum Sd.Kfz. 222
Der „Horch M.G. Kw. (Kraftwagen)“ wurde erstmals am 11. April 1935 in einer Liste zur Fahrzeugerprobung bei der Wehrmacht erwähnt. Schon am 28. Mai folgte die erste Namensgebung „leichter Panzerspähwagen 35 (2 cm M.G.)“.
In der Dienstvorschrift 601 tauchte dann am 8. November 1935 erstmals der Zusatz „Sd.Kfz. 222“ auf.
Mit Wirkung vom 16. Juni 1937 wurde das Sonderkraftfahrzeug 222 offiziell als Ausrüstung des deutschen Heeres eingeführt. Es blieb bis zum Kriegsende im Einsatz.

## Produktion
Die leichten 4-Rad-Spähwagen der Wehrmacht wurden in fünf Serien gefertigt, das Sd.Kfz. 222 dabei als einziges Fahrzeug in allen Serien. Es wurde von 1935 bis 1943 gebaut.
- 1. Serie (72 Fahrzeuge): Von 1935 bis 1937 wurde die erste Ausführung des Sd.Kfz. anteilig bei drei verschiedenen Herstellern gefertigt. Daimler-Benz stellte 10 Fahrzeuge her, die Deutschen Werke 26 und Schichau weitere 36 Stück.
- 2. Serie (72 Fahrzeuge): Für die Fertigung April bis November 1938 wurden erste leichte Änderungen am Fahrzeug vorgenommen. Äußerlich ist der Schutzbügel für den mechanischen Fahrtrichtungsanzeiger am Aufbau in Verbindung mit den frühen Sehklappen ein Erkennungsmerkmal der 2. Serie.
- 3. Serie (64 Fahrzeuge): Die dritte Serie wurde von Juni 1939 bis Januar 1940 bei Schichau in Elbing produziert. Hier gab es eine sehr offensichtliche Änderung, die Einführung der gegossenen Einheits-Sehklappen, auch wurde die Fahnenstange auf dem vorderen linken Kotflügel weggelassen. Auf der Rückseite des Fahrzeugs wurde eine nach unten offene und nach unten abklappbare Panzerung ergänzt, um den Motorlüfter zu schützen.
- 4. Serie (232 Fahrzeuge): Die vierte Serie wurde von September 1940 bis Dezember 1941 gebaut, dabei kamen 145 Fahrzeuge von Schichau. Wesentliche Änderung ist die Umstellung auf die Sockellafette 38 mit Knüppelsteuerung. Hierdurch bedingt musste die Form der Gitterschutzklappe geändert werden, da die neue Waffe höher aus dem Fahrzeug ragte. Dies konnte durch Aussparungen und Formänderung der Gitterschutzklappen so geändert werden, dass die Klappen wieder eine geringere Höhe hatten. Die großen dreieckig, abgerundeten Radnabenabeckungen wurden gegen kleine runde Panzerplatten ausgetauscht.
- 5. Serie (550 Fahrzeuge): Die fünfte Serie wurde von Mai 1942 bis Juni 1943 produziert, dabei kamen 200 Fahrzeuge von Schichau und 350 von Büssing. Wechsel auf das Einheits-Fahrgestell 801v mit leistungsfähigerem 3,8-Liter-Motor Typ 801v (90 PS), völlig neu konstruierter verstärkter Radaufhängung und pneumatischem Bremssystem. Das Getriebe wurde vom Typ EG des s. Einheits-Fahrgestell II übernommen. Ein standardisierter, jetzt dreiteiliger Aufbau, der Firma Schoeller-Bleckmann wurde montiert.

Die grundsätzliche Unterscheidung von frühen und späten Fahrzeugen fällt verhältnismäßig leicht, doch wurden nach Bildbelegen Fahrzeuge auch mit Teilen späterer Fertigung nachgerüstet, sodass eine saubere Zuordnung manchmal etwas schwieriger sein kann. Zu erwähnen ist in jedem Fall, dass es einen Rüstsatz für den „Tropen“-Einsatz gab, der bei Fahrzeugen verbaut wurde, die auf den nordafrikanischen Kriegsschauplatz zum Einsatz kommen sollten und dass die Sockellafette 38, mit dem entsprechenden Zubehör (z. B. Patronenkasten 34), per Anweisung vom 18. März 1942 bei allen Fahrzeugen nachzurüsten war. Auch wurde bei allen Fahrzeugen ab 1943 das Funksprechgerät „f“ nachgerüstet, welches nicht mit dem ab 1941 verbauten Funksprechgerät „a“ kommunizieren konnte.
Der Stückpreis eines Fahrzeuges, ohne Bewaffnung und Funkausrüstung, betrug 19.600 Reichsmark.

## Technische Daten

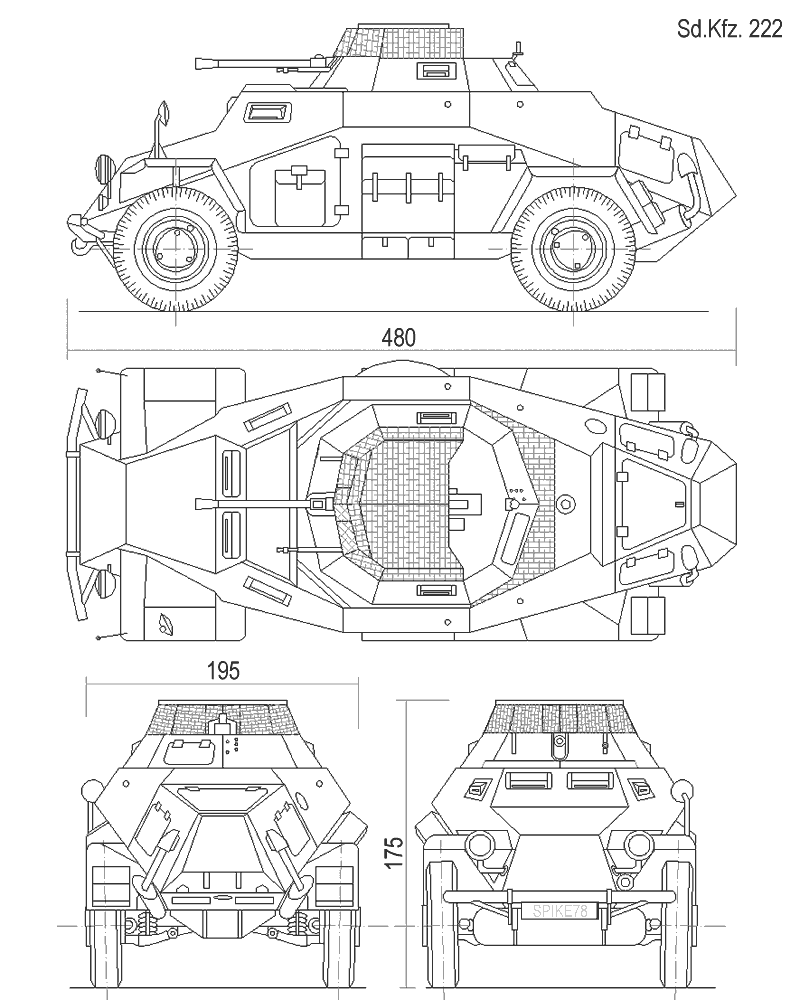
Zeichnung Sd.Kfz. 222

Das Konzept, die Panzerungswirkung durch gewinkelte Panzerplatten zu verstärken, wurde bei vielen der in den Vorkriegsjahren entwickelten leichten Fahrzeuge angewendet, um das Gewicht möglichst gering zu halten. Die effektive Panzerung des Sd.Kfz. 222 betrug an den Seiten und am Heck 8 mm, die Frontpanzerung war bei den ersten Modellen 14,5 mm stark und wurde später auf 30 mm erhöht. Der homogenisierte Stahl der Panzerung durfte per Dienstanweisung in keinem Fall durch Schweißen oder mit der Lötlampe erhitzt werden, da die Panzerwirkung sonst geschwächt wurde. Tatsächlich zeigen viele Bilder von zerstörten Fahrzeugen die fatale Wirkung von stärkeren Waffen auf diese leichte Panzerung.

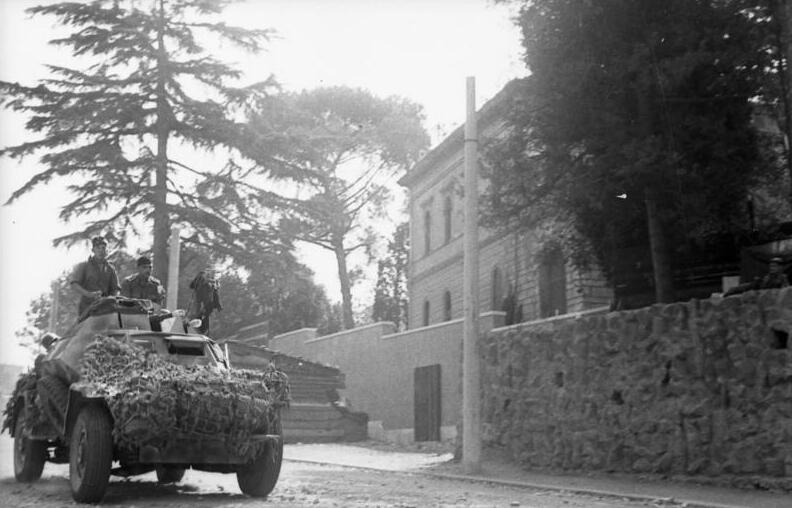
Sd.Kfz. 222 in Italien 1943

Knapp hinter der Fahrzeugmitte war auf dem Kastenrahmen des Fahrgestells die rechteckige Plattform der Sockellafette für die 2-cm-KwK 30 verschraubt. Da auch der Motor hinten saß, hatten die hinteren Radaufhängungen den größten Teil des Leergewichts von etwa 4,8 t zu tragen. Die Sockellafette hatte links und rechts für Kommandanten und Richtschützen einen Schalensitz, der höhenverstellbar war und seitliche Stangen zum Abstützen der Füße besaß. Der Schütze hatte je ein Pedal zum Abfeuern der 2-cm-Waffe und ein Pedal zum Abfeuern des Maschinengewehrs. Links lag das Höhenrichtrad und rechts an einem Ausleger das Seitenrichtrad. Der auf Rollen gelagerte Turmschutzschild aus zehn gewinkelten Panzerplatten war unten am Turmring mit einem Ausleger der Sockellafette verbunden und wurde so bei der Drehung der Sockellafette mitgedreht. Zur Abwehr von Flugzeugen konnte die 2-cm-KwK 30 bis zu 80° nach oben gerichtet werden. Hierzu musste die mittig geteilte Gitterklappe auf dem Schutzschild seitlich abgeklappt werden. Diese charakteristischen Gitterklappen sollte die Besatzung vor geworfenen Handgranaten schützen. Diese Einrichtung erwies sich als vorteilhaft, so dass sie später für andere Fahrzeuge, wie dem Sd.Kfz. 250/9, dem Sd.Kfz. 234/1 und dem Aufklärungspanzer 38 (t), dann mit der verbesserten Hängelafette 38, übernommen wurde.
Im Schutzschild und beim Fahrer waren Sehklappen mit Sichtschlitzen verbaut. Diese wurden ab der 3. Serie durch die sogenannten, gegossenen Einheits-Sehklappen abgelöst, die eine günstigere, geschossabweisende Form und eine innenliegende Aufhängung hatten. Da der Fahrer keine Rückwärtssicht hatte, gab es an der Rückseite der Schutzschild eine Klappe ohne Sehschlitz, durch die der Fahrzeugkommandant blicken konnte, um den Fahrer einzuweisen.
Die Abteilung Wa Prüf 6 des Heereswaffenamtes hatte der Auto Union AG einen Auftrag für die Entwicklung eines Spezial-Fahrgestells erteilt, welcher nicht die gleichen Anforderung in die Geländegängigkeit, wie die Achtradwagen, aber doch Allradantrieb und eine von Zweirad- auf Vierradlenkung umschaltbare Steuerung verlangte. Das Fahrgestell erhielt die Bezeichnung Typ 801 und wurde später als Einheitsfahrgestell I bezeichnet, da es für alle Vierrad-Spähwagen-Varianten zum Einsatz kam.
Ab der 5. Serie von 1942 bis 1943 wurden maßgebliche Änderung vorgenommen. Regelmäßige Schäden wie Federbrüche und ausgerissene Querlenker hatten eine Überarbeitung der gesamten Radaufhängung beim neuen Fahrgestell mit Zentralschmierung erforderlich gemacht. Auch waren Anpassungen auf das neue Schaltgetriebe und den größeren 3,8-l-V8-Motor mit 90 PS Leistung erforderlich.
Zu Beginn kam der 75 PS starke 3,5-l-V8-Motor aus dem Horch 830 zum Einsatz. Mit dem stärkeren Motor erreichte das Fahrzeug auf Straßen eine Höchstgeschwindigkeit von 90 km/h.
- Länge / Breite / Höhe: 4,80 m / 1,95 m / 2,00 m
- Besatzung: 3 Mann
- Bodenfreiheit: 26 cm
- Feuerhöhe: 175 cm
- Antrieb: Achtzylinder-V-Motor (Horch) mit Wasserkühlung
  - Ausführung A
    - Hubraum: 3520 cm³
    - Leistung: 75 PS

  - Ausführung B
    - Hubraum: 3820 cm³
    - Leistung: 90 PS
- Tankinhalt: 100 l
- Reichweite: 347 km
- Bewaffnung
  - 2-cm-KwK 30 bis maximal März 1942 / 2-cm-KwK 38 mit 180 Schuss
  - MG 13 bis März 1938 / MG 34 mit Patronentrommel (ab 18. März 1942 ersetzt Patronengurt 34 in Gurtkasten 34) / 1100 Schuss
  - MP 18 bis maximal März 1942 / MP 38 mit sechs Magazinen
  - Leuchtpistole
- Panzerung: 14,5 mm bis zu 30 mm Frontpanzerung, 8 mm seitlich und hinten

## Einsatz

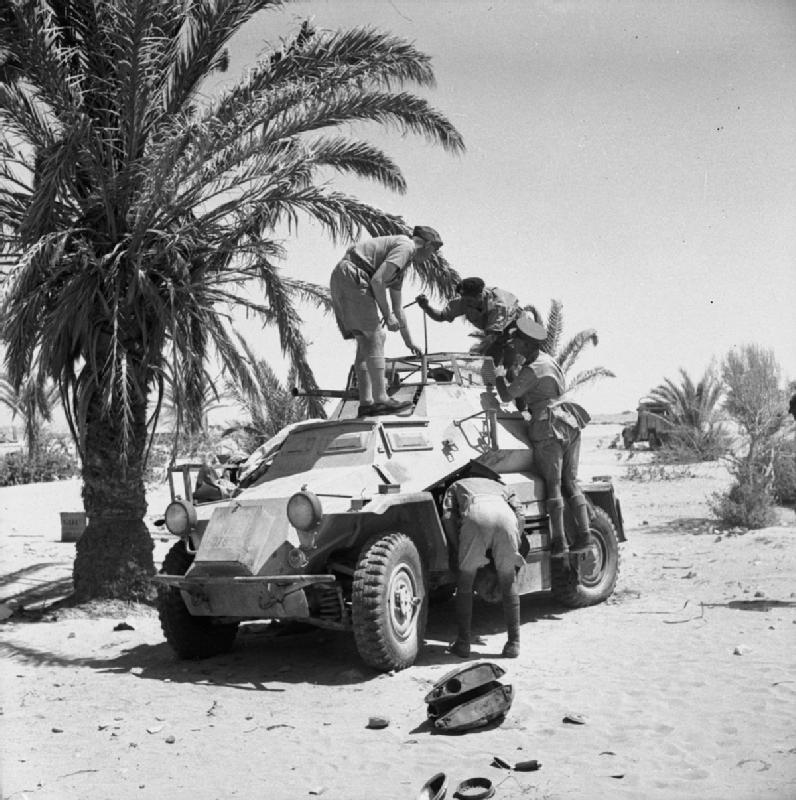
Sd.Kfz. 222 in Nordafrika 1941

Der neu geschaffene vierrädrige „leichte Panzerspähwagen (2 cm)“ wurde den Aufklärungsverbänden der im März 1935 geschaffenen Wehrmacht zugeteilt.
Der Panzerspähwagen hatte eine Besatzung von drei Mann, wobei es einen Fahrer, einen Richtschützen und einen Kommandanten gab. Bis 1941 hatte dieser Waffenwagen kein Funkgerät. Gleichzeitig mit dem Sd.Kfz. 222 wurden der Funkwagen Sd.Kfz. 223 und der leichte Spähwagen (M.G.) Sd.Kfz. 221 entwickelt; letzterer hatte durch seinen schmaleren Aufbau nur für zwei Mann Besatzung Platz.
Die Rolle, die dem Sd.Kfz. 222 bei seiner Entwicklung zugedacht war, war der Schutz der MG-Spähwagen und der Funkwagen. Das Fahrzeug war hierfür mit einer 2-cm-KwK und einem koaxialen Maschinengewehr genauso stark bewaffnet wie der in dieser Zeit häufig anzutreffende Panzerkampfwagen II. Die Panzerung des Spähwagens bot jedoch nur minimalen Schutz.
Schon kurz nach Kriegsbeginn wurde erkannt, dass die mit nur einem MG bewaffneten Sd.Kfz. 221 die ihnen zugedachte Aufgabe kaum erfüllen konnten: Sobald sie entdeckt worden waren, wurden sie häufig leicht Opfer der gegnerischen Kräfte, ohne sich wirksam wehren zu können. Ein offensives Vorgehen war mit der schwachen Bewaffnung in keinem Fall möglich.
So bestanden die leichten, motorisierten Aufklärungstrupps schon bald aus einer Kombination eines Funkwagens (Sd.Kfz. 223) mit einem Sd.Kfz. 222. Gerade in den weitgreifenden Angriffsoperationen in der Sowjetunion und in Nordafrika unterstützen die Fahrzeuge die Luftaufklärung mit ihren Meldungen massiv, da die Position des Gegners oft unklar war. Doch war für diese Kriegsschauplätze die Geländegängigkeit der Fahrzeuge unzureichend und der Wartungsaufwand der komplexen Einheitsfahrgestelle relativ groß.

## Verwendung in anderen Nationen
Vor Kriegsbeginn wurden einige Fahrzeuge an China geliefert und später gingen einige Fahrzeuge an die bulgarischen Streitkräfte.